# یان تروئل
یان تروئل (انگلیسی: Jan Troell؛ زادهٔ ۲۳ ژوئیهٔ ۱۹۳۱) یک کارگردان، فیلم‌نامه‌نویس، فیلم‌بردار و تدوین‌گر اهل سوئد است.

## زندگی‌نامه
یان تروئل، یکی از فیلمسازان مطرح سوئدی است که نخستین فیلمش را با نام «زندگی تو اینجاست» در سال ۱۹۶۶ ساخت. او بخاطر دو فیلمی که دربارهٔ مهاجرت سوئدیان به آمریکا ساخت مشهور شده‌است. این دو فیلم مهاجران (۱۹۷۱) و سرزمین جدید (۱۹۷۲) نام دارند. هر دوی این فیلم‌ها نامزد دریافت اسکار بهترین فیلم خارجی شدند. فیلم پرواز عقاب (۱۹۸۲) نیز به دریافت چنین افتخاری نایل آمد. از دیگر فیلم‌های او می‌توان به اینها اشاره کرد: عروس زندی (۱۹۷۴)، بنگ (۱۹۷۷)، هوریکان (۱۹۷۹)، کاپیتان (۱۹۹۱)، هامسون (۱۹۹۷). در این اواخر، فیلم به سفیدی برف او در بخش مسابقه جشنواره فیلم مونترال ۲۰۰۱ پذیرفته شد. آخرین فیلم او با نام حضور نیز در جشنواره مونترال امسال اکران شد.

## فیلم های بلند
• ۴×۴ (۱۹۶۵)
• زندگی تو اینجاست (۱۹۶۶)
• چه کسی مرگ تو را دید؟ (۱۹۶۸)
• مهاجران (۱۹۷۱)
• سرزمین جدید (۱۹۷۲)
• عروس زندی (۱۹۷۴)
• بنگ! (۱۹۷۷)
• توفند (۱۹۷۹)
• پرواز عقاب (۱۹۸۲)
• کاپیتان : یک مرثيه سوئدی (۱۹۹۱)
• هامسون (۱۹۹۷)
• به سفیدی برف (۲۰۰۱)
• لحظه‌های به یاد‌ماندنی (۲۰۰۸)
• عبارت آخر (۲۰۱۲)